# Средний Кужебар
Средний Кужебар — деревня в Каратузском районе Красноярского края, входит в Каратузский сельсовет.

## История
Основана в 1856 г. В 1926 году село Средний Кужебар состояло из 226 хозяйств, основное население — русские. Центр Средне-Кужебарского сельсовета Каратузского района Минусинского округа Сибирского края.

## Население
| 1926 | 2010 |
| ---- | ---- |
| 1044 | ↘98  |